# Mask (musikalbum)
Mask är ett album med elektronisk musik komponerad och framförd av Vangelis.

## Låtlista
1. Movement 1 - 10:18
2. Movement 2 - 3:26
3. Movement 3 - 6:38
4. Movement 4 - 8:41
5. Movement 5 - 10:00
6. Movement 6 - 4:22